# 러스티 슈위머
러스티 슈위머(Rusty Schwimmer, 1962년 8월 25일 ~ )는 미국의 배우이다.
시카고에서 태어났다.

## 출연 작품
- Wild Honey (2017)
- 블러드 스트라이프 (2016년)
- 아메리칸 페이블 (2016년)
- 더 벨코 익스페리먼트 (2016년) - 페기 디스플라시아 역
- 유 캔트 윈 (2015년)
- 썬큰 시티 (2014년)
- 스크루지 & 말리 (2012년) - 프레다 역
- 루이 2 (2011년) - 그레센 역
- 인포먼트 (2009년) - 리즈 테일러 역
- 팬츠 온 파이어 (2008년)
- 뷰티풀 드리머 (2006년) - 지니 역
- 브로큰 트레일 (2006년)
- 호크 이즈 다잉 (2006년)
- 모짜르트와 고래 (2005년) - 그레이시 역
- 노스 컨츄리 (2005년) - 빅 베티 역
- 런어웨이 (2003년)
- 가디언 (2001년)
- 퍼펙트 스톰 (2000년)
- 그리드락 디 (1997년)
- 아미스타드 (1997년) - 펜들튼 부인 역
- 더 월 (1996년)
- 트위스터 (1996년)
- 소공녀 (1995년) - 아멜리아 민친 역
- 라스트 프라이데이 (1993년) - 조이 B 역
- 피켓 펜스 (1992년)
- 귀향 (1992년)
- 두 건달 (1992년)
- 하이랜더 2 (1991년) - 드렁크 역
- 엔젤스 오브 더 시티 (1989년)
- 덕 더글러 이야기 (1988년)
- 사랑의 곡예사들 (1988년)

### 텔레비전
- 인 더 히트 오브 더 나잇 (1993)
- ER (1995)
- 엑스파일 (2000)
- 우리 생애 나날들 (2009)
- 그레이 아나토미 (2016)
- 시카고 파이어 (2018)
- 시카고 메드 (2022)